# The Very Best of Talk Talk
The Very Best of Talk Talk ist ein Kompilationsalbum der britischen Band Talk Talk. Das Album erschien am 27. Januar 1997 bei EMI. Es beinhaltet Lieder, die die Band zwischen 1982 The Party’s Over und 1988 Spirit of Eden unter EMI veröffentlicht hat. Es ist das zweite von EMI veröffentlichte Kompilationsalbum nach dem 1990 veröffentlichten Album „Natural History – The Very Best of Talk Talk“.
Mark Hollis ging 1990 im Streit mit EMI auseinander. Talk Talk wechselten zu Polydor.
Mark Hollis sagt 1991 über Kompilationsalben:

“A compilation album is not my idea of an album. I don't like compilation albums and I didn't like that one (Note: Natural History – The Very Best Of, 1990). It certainly wasn't the selection of tracks I would have liked even if there had to be one. But, at the end of the day, they had every right to do it so).”

„Ein Kompilationsalbum ist nicht meine Vorstellung von einem Album. Ich mag keine Kompilations-Alben und ich mochte dieses hier nicht (Anmerkung: Natural History – The Very Best Of von 1990). Es war sicherlich nicht die Auswahl an Tracks, die ich mir gewünscht hätte, selbst wenn es einen hätte geben müssen. Aber am Ende des Tages hatten sie jedes Recht, es so zu tun.“

## Titelliste
| #   | Titel                                    | Autor(en)                                             | Album/Jahr                                          | Länge |
| --- | ---------------------------------------- | ----------------------------------------------------- | --------------------------------------------------- | ----- |
| 1.  | It’s My Life                             | M.Hollis/T.Friese-Greene                              | 1984 It’s My Life                                   | 3:54  |
| 2.  | Talk Talk (Single Version)               | E. Hollis/M.Hollis                                    | 1982 The Party’s Over                               | 2:57  |
| 3.  | Today (Single Version)                   | Lyrics: M. Hollis - Music: Hollis/Brenner/Webb/Harris | 1982 The Party’s Over                               | 3:13  |
| 4.  | Dum Dum Girl                             | M.Hollis/T.Friese-Greene                              | 1984 It’s My Life                                   | 3:40  |
| 5.  | Have You Heard the News ?                | M.Hollis                                              | 1982 The Party’s Over                               | 5:03  |
| 6.  | Such a Shame (Original Version)          | M.Hollis                                              | 1984 It’s My Life                                   | 4:26  |
| 7.  | For What It’s Worth                      | M.Hollis                                              | 1986 The Colour of Spring                           | 5:17  |
| 8.  | Life’s What You Make It                  | M.Hollis/T.Friese-Greene                              | 1986 The Colour of Spring                           | 4:28  |
| 9.  | Eden (Edit)                              | M.Hollis/T.Friese-Greene                              | 1988 Spirit of Eden                                 | 4:20  |
| 10. | April 5th                                | M.Hollis/T.Friese-Greene                              | 1986 The Colour of Spring                           | 5:50  |
| 11. | Living in Another World (Single Version) | M.Hollis/T.Friese-Greene                              | 1986 The Colour of Spring                           | 4:14  |
| 12. | I Believe In You (Single Version)        | M.Hollis/T.Friese-Greene                              | 1988 Spirit of Eden                                 | 3:44  |
| 13. | Give It Up (Single Version)              | M.Hollis/T.Friese-Greene                              | 1986 The Colour of Spring                           | 5:12  |
| 14. | John Cope                                | M.Hollis/T.Friese-Greene                              | 1988 B-side to I Believe in You from Spirit of Eden | 4:42  |
| 15. | Wealth                                   | M.Hollis/T.Friese-Greene                              | 1988 Spirit of Eden                                 | 6:35  |
| 16. | Time It’s Time                           | M.Hollis/T.Friese-Greene                              | 1986 The Colour of Spring                           | 8:09  |